# Bomlitz
Bomlitz est une municipalité allemande du land de Basse-Saxe et l'arrondissement de la Lande (Heidekreis).

## Quartiers
- Uetzingen

## Jumelages
- Blainville-sur-Orne (France) depuis 2004.